# Rolf Pfeifer
Rolf Pfeifer (24 de fevereiro de 1947) é um cientista da computação suíço. Ele fez parte Departamento de Informática da Universidade de Zurique, e diretor do Laboratório de Inteligência Artificial, onde se aposentou em 2014. Atualmente ele é professor especialmente nomeado da Universidade de Osaka e professor visitante da Universidade Jiao Tong de Xangai.
Ele é o autor dos livros Understanding Intelligence (co-autor: C. Scheier), How the Body Shapes the Way We Think: A New View of Intelligence MIT Press, 2006 (com Josh Bongard) e "Designing Intelligence" (com Josh Bongard e Don Berry). Seus interesses de pesquisa incluem cognição corporificada, biorrobótica, agentes autônomos/robôs móveis, vida artificial, morfologia/máquinas morfofuncionais, design situado e emoção.